# Quora
Quora é um website de perguntas e respostas onde as perguntas são feitas, respondidas, editadas e organizadas por sua comunidade de usuários. A sede localiza-se na cidade de Mountain View, Califórnia. A empresa foi fundada por dois ex-funcionários do Facebook, Adam D'Angelo e Charlie Cheever em junho de 2009, e o site foi disponibilizado ao público em 21 de junho de 2010.

## Funcionamento
O Quora exige que os usuários inscrevam-se com seu nome civil ao invés de um pseudônimo da internet. Embora a verificação de nomes não seja necessária para o cadastro, nomes falsos podem ser denunciados pela comunidade. Isso foi feito com a intenção de adicionar credibilidade às respostas, mas Quora também tem milhares de respostas anônimas com milhares de votos positivos (upvotes). Visitantes não dispostos a fazer login ou usar cookies tiveram que recorrer a soluções alternativas para usar o site. Os usuários também podem efetuar login com suas contas do Google ou Facebook usando o sistema OpenID. Eles podem votar positivamente (upvote) ou negativamente (downvote) as respostas, e sugerir edições a respostas fornecidas por outros usuários. A comunidade do Quora inclui algumas pessoas bem conhecidas, como Jimmy Wales e Adrian Lamo.
Quora desenvolveu seu próprio algoritmo para classificar as respostas, que funciona como o PageRank do Google. Quora usa a tecnologia do Amazon EC2 para hospedar os seus servidores.